# 스마트 피플
《스마트 피플》(영어: Smart People)은 미국에서 제작된 노암 무로 감독의 2008년 코미디 드라마 영화이다. 데니스 퀘이드, 세라 제시카 파커, 토머스 헤이든 처치, 엘리엇 페이지 등이 출연하였고, 브리짓 존슨 등이 제작에 참여하였다. 2008년 제24회 선댄스 영화제에서 전 세계 최초로 상영되었다. 북아메리카 배급권은 미라맥스 필름스에 인수되었고 2008년 4월 11일 개봉되었다.

## 줄거리
아내와 사별한 뒤 신랄한 태도로 학생들을 등한시하고 자녀들과 서먹하게 지내는 카네기 멜런 대학교 영어영문학 교수는 옛 제자와 관계를 시작하는 한편 사고뭉치 입양 남동생을 떠맡게 된다.  

## 출연
- 데니스 퀘이드
- 세라 제시카 파커
- 토머스 헤이든 처치
- 엘런 페이지
- 애슈턴 홈스
- 크리스틴 라티
- 커밀 마나
- 데이비드 덴먼

## 기타 제작진
- 공동 제작: 존 월든버그, 글렌 스튜어트, 클라우스 클라우젠
- 배역: 데버라 어퀼라, 트리샤 우드
- 미술: 패티 포데스타
- 의상: 에이미 웨스트콧